# Comuna Główczyce
Comuna Główczyce (poloneză gmina Główczyce) este o comună rurală din powiat-ul słupski, voievodatul Pomerania, din partea septentrională a Poloniei. Sediul administrativ este satul Główczyce. Conform datelor din 2004 comuna avea 9.359 de locuitori. Întreaga suprafață a comunei Potęgowo este 323,81 km².
În comuna sunt 26 de sołectwo-uri: Będziechowo, Cecenowo, Ciemino, Choćmirówko, Dargoleza, Drzeżewo, Główczyce, Gorzysław, Górzyno, Izbica, Klęcino, Pobłocie, Podole Wielkie, Rumsko, Rzuszcze, Siodłonie, Skórzyno, Stowięcino, Szelewo, Szczypkowice, Warblino, Wolinia, Wykosowo, Wielka Wieś, Żelkowo și Żoruchowo. Comuna învecinează cu comuna Smołdzino, comuna Słupsk, comuna Damnica și comuna Potęgowo din powiat-ul słupski, respectiv comuna Nowa Wieś Lęborska și comuna Wicko din powiat-ul lęborski.
Înainte de reforma administrativă a Poloniei din 1999, comuna Główczyce a aparținut voievodatului Słupsk.